# ムスタファ・ヤタバレ
ムスタファ・ヤタバレ（Mustapha Yatabaré 、1986年1月26日 - ）は、フランス・オワーズ県ボーヴェ出身の元プロサッカー選手。元マリ代表。現役時代のポジションは、フォワード。
サッカー選手のサンブ・ヤタバレは実弟。

## クラブ経歴
2006年にヴィルヌーブ・スポールでデビューし、2008年にリーグ・ドゥのクレルモン・フットに移籍。2010年、USブローニュに移籍。

### ギャンガン
2011年夏、リーグ・ドゥのEAギャンガンに移籍。2011-12シーズンは無得点に終わった。
2012-13シーズンはスタートダッシュに成功し最初の10試合で8ゴールを挙げた。そしてシーズンを通じて好調を維持し、23ゴールを挙げてリーグ・ドゥ得点王に輝いた。ヤタバレの活躍も有り、ギャンガンは2年ぶりのリーグ・アン復帰を達成した。
2013–14シーズン、開幕戦のオリンピック・マルセイユ戦で早速ゴールを決めたが、試合には1-3で敗れた。
クープ・ドゥ・フランスでは準々決勝・ASカンヌ戦でホームとアウェーの両方でゴールを挙げた。準決勝のASモナコ戦でもゴールを挙げ、決勝進出に貢献した。そしてスタッド・レンヌとの決勝戦でもゴールを挙げ、優勝に貢献した。

### トラブゾンスポル
2014年9月1日、トルコのトラブゾンスポル3年契約で移籍。
2015－16シーズンはモンペリエHSCに1シーズンの期限で移籍した。

## 代表歴
2008年11月19日のアルジェリア戦でマリ代表初キャップ。
2010年1月10日に開催されたアフリカネイションズカップ2010・アンゴラ戦では劇的同点ゴールを挙げた。アフリカネイションズカップ2012にも出場し、3位入賞に貢献した。

### ゴール
出典:
| #  | 開催日         | 会場           | 対戦国         | スコア | 結果 | 試合概要                           |
| -- | -------------- | -------------- | -------------- | ------ | ---- | ---------------------------------- |
| 1. | 2009年2月11日  | ボワ＝ギヨーム | アンゴラ       | 2–0    | 4–0  | 親善試合                           |
| 2. | 2009年12月30日 | ドーハ         | イラン         | 1–1    | 2–1  | 親善試合                           |
| 3. | 2010年1月10日  | ルアンダ       | アンゴラ       | 4–4    | 4–4  | アフリカネイションズカップ2010     |
| 4. | 2014年10月15日 | バマコ         | エチオピア     | 2–2    | 2–3  | アフリカネイションズカップ2015予選 |
| 5. | 2014年11月19日 | バマコ         | アルジェリア   | 2–0    | 2–0  | アフリカネイションズカップ2015予選 |
| 6. | 2016年3月28日  | マラボ         | 赤道ギニア     | 1–0    | 1–0  | アフリカネイションズカップ2017予選 |
| 7. | 2017年1月7日   | マラケシュ     | ブルキナファソ | 1–2    | 1–2  | 親善試合                           |

## タイトル

### クラブ
EAギャンガン
- クープ・ドゥ・フランス：2014

スィヴァススポル
- テュルキエ・クパス：2021-22

### 個人
- リーグ・ドゥ得点王：2013
- リーグ・ドゥベスト11：2013